# Montse Faura i Salvador
Montse Faura i Salvador (Barcelona, 7 de juliol de 1974) és una intèrpret musical, pedagoga i activista cultural catalana. Directora general i artística del Festival de Música de Torroella de Montgrí.

## Biografia
Llicenciada en l'especialitat d'intèrpret musical en música moderna i jazz a l'Escola Superior de Música de Catalunya. L'any 1993 va fundar l'Escola Municipal de Música i Dansa Miquel Pongiluppi, que va dirigir fins al 2011. Entre 2007 i 2011 fou directora de l'Aula de Música Tradicional i Popular i de l'escola d'estiu FestCat del Departament de Cultura de la Generalitat de Catalunya.
Des de 2012 és la directora general i artística del Festival de Torroella de Montgrí, en substitució d'Oriol Pérez, en el vessant artístic, i de Josep Lloret, al capdavant de la gestió del festival des de la seva creació el 1981.
Dins de l'àmbit cívic, ha sigut Presidenta de l'Associació Catalana d'Escoles de Música, de la Unió d'Escoles de Música i Dansa, membre del Patronat de la Fundació Jove Orquestra Nacional Catalunya i del Consell Català de la Música i membre directiu de Festclasica, l'Associació Espanyola de Festivals de Música Clàssica.